# Bordure mixte
 (février 2008).
Si vous disposez d'ouvrages ou d'articles de référence ou si vous connaissez des sites web de qualité traitant du thème abordé ici, merci de compléter l'article en donnant les références utiles à sa vérifiabilité et en les liant à la section « Notes et références ».

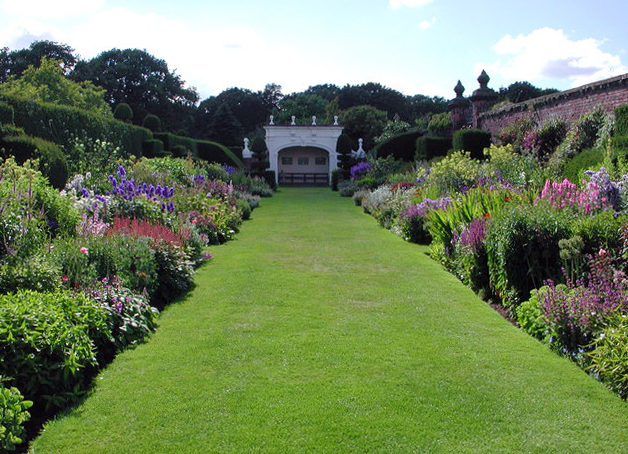
Bordures mixtes de chaque côté d'une allée herbeuse en Angleterre.

La bordure mixte, bordure mélangée ou mixed-border est un type de plate-bande d'origine anglaise, caractérisée par le fait que toutes les plantes doivent se mêler, tout en restant visibles, aucune plante ne devant en concurrencer une autre. Les plantes sont donc juxtaposées en harmonisant les couleurs, mais pas forcément le port. C'est un massif assez libre dans sa composition, sans régularité, composé essentiellement de fleurs qui sont placées en groupes dans et autour d'arbustes et de plantes couvre-sol.